# Hilton Coelho
Hilton Barros Coelho (Salvador, 22 de junho de 1971), é um historiador, servidor público, sindicalista e político brasileiro, eleito à Assembleia Legislativa da Bahia (ALBA) pelo Partido Socialismo e Liberdade em 2018 e reeleito em 2022. É ativista dos direitos humanos, foi vereador de Salvador e atualmente é Deputado Estadual pela Bahia.

## Biografia
Filho de Altamir e Ivonilde Coelho, Hilton Barros Coelho começou os seus estudos no Colégio Estadual Luiz Viana Filho, situado no bairro de Brotas, durante a década de 1980, onde cursou o ensino fundamental.
Após ser aprovado no processo seletivo da Escola Técnica Federal da Bahia - ETFBA (depois CEFET-BA e atual IFBA), Hilton pertenceu ao movimento estudantil do ensino médio, quando presidiu o Grêmio Estudantil da ETFBA. Após ser aprovado no vestibular do curso de graduação em História da Universidade Federal da Bahia (UFBA), ele continuou atuando no movimento estudantil durante a graduação, quando fez parte do Diretório Acadêmico de História e do Diretório Central dos Estudantes (DCE) da UFBA.
Em 1993, ele foi aprovado no concurso público de Técnico Judiciário do Tribunal Regional do Trabalho da 5ª região (TRT-5), situado em Salvador, onde exerceu sua função até 2013, quando se licenciou para exercer o mandato de vereador na Câmara Municipal de Salvador (CMS). Foi neste cargo público que Hilton atuou no movimento sindical como dirigente do Sindicato dos Servidores do Judiciário na Bahia.
Tendo concluído sua graduação em História pela UFBA em 2000, Hilton prosseguiu na pós-graduação stricto sensu da mesma Instituição, onde obteve o título de mestre em História, em 2004, após a defesa da dissertação de mestrado chamada de "Authoridades e Anarchistas no Império da Desordem: Conflitos e Reconfigurações do Poder Dominante na Bahia da Guerra à Consolidação da Independência", sob a orientação do professor doutor Cândido da Costa e Silva.
Nessa dissertação, Hilton apresenta um panorama dos grupos políticos e econômicos dominantes na Bahia da primeira metade do século XIX, para analisar os fatores que contribuíram para o processo de independência do Brasil no estado da Bahia.

## Carreira política
Hilton estreou na política institucional como candidato a governador da Bahia em 2006, pelo PSOL, tendo o economista Ney de Castro Silva, do mesmo partido, como seu candidato a vice governador. Em seguida, ele prosseguiu como candidato a prefeito de Salvador em 2008, quando encabeçou a coligação "Frente de Esquerda Socialista" (PSOL/PCB/PSTU) pelo PSOL, tendo o estudante universitário Lucas Ribeiro Scaldaferri, do PSTU, como candidato a vice-prefeito, e obteve 51 mil votos. Em 2010, foi candidato a deputado estadual, alcançando quase 25 mil votos, mas não conseguiu a eleição pelo seu partido não ter obtido o quociente eleitoral exigido.
Contudo, ele obteve o primeiro êxito eleitoral durante as eleições municipais de Salvador de 2012, quando foi eleito vereador da CMS com 16.408 votos (1,27% dos válidos) pela Coligação “Chega de Vender Nossa Cidade” (PSOL-PCB). Ele acabaria sendo reeleito em 2016 e exerceu o seu mandato até 2019, quando assumiu o seu mandato de deputado estadual, sendo substituído na CMS pelo suplente Marcos Mendes.
Durante as eleições municipais de 2020, Hilton se candidatou novamente a prefeito de Salvador pelo PSOL na coligação formada por esse partido em conjunto com UP e PCB, tendo a pedagoga Rosana Almeida com sua candidata a vice-prefeita. Nessa eleição ele terminou em 6º lugar com 16.686 votos (1,39% dos votos válidos).

### Deputado estadual na Bahia
Nas eleições de 2018, com 35 mil votos garantiu vaga à Assembleia Legislativa da Bahia (ALBA), tornando-se o primeiro deputado do PSOL no estado da Bahia, quando foi eleito deputado estadual.
Durante a sua atuação como parlamentar, no biênio de 2019 a 2021, Hilton Coelho foi membro titular da Comissão Parlamentar Especial da Promoção da Igualdade da ALBA.
Em 2022, Hilton foi reeleito para um novo mandato de deputado estadual na ALBA pelo PSOL. Durante o biênio de 2023 a 2024, ele é membro titular da Comissão Parlamentar Permanente de Direitos Humanos e Segurança Pública e da Comissão Parlamentar Permanente de Educação, Cultura, Ciência e Tecnologia e Serviço Público da ALBA.
Em agosto de 2024, ele teve o seu projeto de lei que concede o benefício da meia-entrada em eventos artísticos, esportivos e culturais para todos os trabalhadores e trabalhadoras em educação da Bahia aprovado pela ALBA e sancionado pelo presidente do Legislativo baiano, dando origem à Lei estadual nº 14.765/2024. Com a nova lei, houve a ampliação do benefício que, antes, estava restrito aos professores, mas passou a contemplar outros profissionais de ensino como vigilantes, merendeiras, faxineiras e outros auxiliares de educação.

## Desempenho nas Eleições
| Ano  | Eleição               | Coligação                                       | Partido | Candidato a       | Votos          | Resultado  |
| ---- | --------------------- | ----------------------------------------------- | ------- | ----------------- | -------------- | ---------- |
| 2006 | Estadual da Bahia     | Frente de Esquerda Socialista (PSOL, PCB, PSTU) | PSOL    | Governador        | 38.870 (0,63%) | Não eleito |
| 2008 | Municipal de Salvador | Frente de Esquerda Socialista (PSOL, PCB, PSTU) | PSOL    | Prefeito          | 51.196 (3,94%) | Não eleito |
| 2010 | Estadual da Bahia     | sem coligação proporcional                      | PSOL    | Deputado Estadual | 24.600 (0,36%) | Não eleito |
| 2012 | Municipal de Salvador | Chega de vender nossa cidade (PSOL, PCB)        | PSOL    | Vereador          | 16.408 (1,27%) | Eleito     |
| 2014 | Estadual da Bahia     | sem coligação proporcional                      | PSOL    | Deputado Estadual | 21.288 (0,31%) | Não eleito |
| 2016 | Municipal de Salvador | Agora é com a gente (PSOL, REDE)                | PSOL    | Vereador          | 14.168 (1,13%) | Eleito     |
| 2018 | Estadual da Bahia     | sem coligação proporcional                      | PSOL    | Deputado Estadual | 35.733 (0,51%) | Eleito     |
| 2020 | Municipal de Salvador | Frente Capital da Resistência (PSOL, PCB, UP)   | PSOL    | Prefeito          | 16.686 (1,39%) | Não eleito |
| 2022 | Estadual da Bahia     | Federação PSOL REDE (PSOL, REDE)                | PSOL    | Deputado Estadual | 45.491 (0,57%) | Eleito     |